# Finnische Leichtathletik-Meisterschaften 1907
Die Finnischen Leichtathletik-Meisterschaften 1907 (finnisch Yleisurheilun Suomen-mestaruuskilpailut 1907) fanden am 3. und 4. August 1907 in Tampere statt.

## Ergebnisse

### Herren
| Disziplin                   | Gold              | Gold        | Silber            | Silber      | Bronze            | Bronze      |
| --------------------------- | ----------------- | ----------- | ----------------- | ----------- | ----------------- | ----------- |
| 100 m                       | Uuno Railo        | 11,0 s      | Ragnar Stenberg   | 11,2 s      | Oiva Jääskeläinen | 11,5 s      |
| 400 m                       | Ragnar Stenberg   | 54,7 s      | Uuno Railo        | 55,1 s      | Eino Pekkala      | 55,9 s      |
| 1500 m                      | Fredrik Svanström | 4:29,0 min  | Heikki Korpimaa   | 4:39,5 min  | Eino Pekkala      | 4:42,6 min  |
| 110 m Hürden                | Ragnar Stenberg   | 16,8 s      | Uuno Railo        | 17,2 s      | Eino Pekkala      | 17,4 s      |
| Laufmeister                 | Ragnar Stenberg   | 339,35      | Uuno Railo        | 338,63      | Eino Pekkala      | 324,90      |
| Staffel                     | Tampereen Pyrintö | 48,4 s      |                   |             |                   |             |
| Meilengehen                 | Christian Nyberg  | 7:32,8 min  | B. Rosenström     | 7:34,5 min  |                   |             |
| 5000 m Gehen                | Christian Nyberg  | 26:11,2 min | E. Lindberg       | 26:22,6 min | B. Rosenström     | 26:28,0 min |
| Gehmeister                  | Christian Nyberg  | 166,43      | B. Rosenström     | 165,09      | E. Lindberg       | 162,95      |
| Hochsprung kombiniert 1     | Iivar Launis      | 3,10 m      | Kalle Tuulos      | 3,05 m      | Pauli Pohjola     | 3,05 m      |
| Stabhochsprung kombiniert 1 | Urho Aaltonen     | 5,80 m      | Iivar Launis      | 5,75 m      | Eino Pekkala      | 5,25 m      |
| Weitsprung kombiniert 1     | Uuno Railo        | 12,33 m     | Ragnar Stenberg   | 12,13 m     | Oiva Jääskeläinen | 12,07 m     |
| Dreisprung                  | Juho Halme        | 12,98 m     | Eino Pekkala      | 12,89 m     | Ragnar Stenberg   | 12,85 m     |
| Sprungmeister               | Iivar Launis      | 352,86      | Eino Pekkala      | 346,18      | Oiva Jääskeläinen | 337,16      |
| Kugelstoßen kombiniert 1    | Toimi Arranmaa    | 23,20 m     | Eino Pekkala      | 21,96 m     | Nikolai Gavrilik  | 21,76 m     |
| Diskuswerfen kombiniert 1   | Toimi Arranmaa    | 68,25 m     | Nikolai Gavrilik  | 67,82 m     | Eino Pekkala      | 64,18 m     |
| Speerwerfen kombiniert 1    | Oiva Jääskeläinen | 83,12 m     | Kalle Aaltonen    | 82,80 m     | Urho Aaltonen     | 82,71 m     |
| Wurfmeister                 | Eino Pekkala      | 251,88      | Nikolai Gavrilik  | 250,81      | Toimi Arranmaa    | 250,65      |
| Zehnkampf 2                 | Eino Pekkala      | 922,96      | Oiva Jääskeläinen | 891,74      | Iivar Launis      | 881,75      |

## Fußballturnier
Halbfinale:
- Helsingin Jalkapalloklubi – Tampereen Pyrintö 2:0
- Polyteknikkojen Urheiluseura – Sportklubben Unitas 3:0

Finale:
- Polyteknikkojen Urheiluseura – Helsingin Jalkapalloklubi 2:1